# Bol'šaja Kontajka
Il Bol'šaja Kontajka (in russo Большая Контайка?) è un fiume della Russia siberiana orientale, affluente di destra della Lena. Scorre nella Siberia meridionale, nel Lenskij ulus della Sacha (Jacuzia).

## Descrizione
Il fiume scorre in un percorso tortuoso attraverso foreste lontano da insediamenti. La lunghezza del fiume è di 174 km, l'area del suo bacino è di 1 710 km². Sfocia nel fiume Lena a una distanza di 2472 km dalla sua foce di fronte al villaggio di Batamaj.